# Congrès international de mathématiques industrielles et appliquées
Pour les articles homonymes, voir ICIAM.
Le Congrès international de mathématiques industrielles et appliquées (International Congress on Industrial and Applied Mathematics, ICIAM) est un congrès international dans le domaine des mathématiques appliquées, organisé tous les quatre ans sous l'égide de l'International Council for Industrial and Applied Mathematics. La proposition initiale de cette série de conférences a été faite par Gene Golub.
Le congrès décerné, conjointement avec le GAMM (Gesellschaft für Angewandte Mathematik und Mechanik) le prix Collatz tous les quatre ans en mathématiques appliquées et industrielles, depuis 1999.

## Liste des congrès
- ICIAM 1987 :  Paris
- ICIAM 1991 : Washington
- ICIAM 1995 : Hamburg [2]
- ICIAM 1999 : Edinburgh [3]
- ICIAM 2003 : Sydney [4]
- ICIAM 2007 : Zurich [5]
- ICIAM 2011 : Vancouver [6]
- ICIAM 2015 : Pékin [7]
- ICIAM 2019 : Valence [8]

## Prix de l'ICIAM
L'ICIAM décerne en tout cinq prix, tous quadriennaux :
- le prix Collatz
- le prix ICIAM Lagrange ; ce prix  permet d'offrir  une reconnaissance internationale aux mathématiciens qui ont apporté une contribution exceptionnelle aux mathématiques appliquées tout au long de leur carrière. 
  - 2019 : George Papanicolaou
  - 2015 : Andrew Majda
  - 2003 : Enrico Magenes
- le prix ICIAM Maxwell ; ce prix permet d'accorder une reconnaissance internationale à un mathématicien qui a fait preuve d'originalité en mathématiques appliquées.
  - 2019 : Claude Bardos
  - 2015 : Jean-Michel Coron
  - 1999 : Grigori Barenblatt
- le prix ICIAM Pioneer ; ce prix honore des trauax pionniers introduisant des méthodes de mathématiques appliquées et de calcul scientifique à un domaine industriel ou un nouveau champs d'application.
  - 2019 : Yvon Maday
  - 2015 : Björn Engquist
- le prix ICIAM Su Buchin ; ce prix permet d'offrir une reconnaissance internationale, d'une contribution exceptionnelle d'une personne à l'application des mathématiques aux économies émergentes et au développement humain, en particulier sur les plans économique et culturel des pays en développement. Créé à l'initiative du CSIAM, il a été décerné pour la première fois en 2007. Doté d'un montant de 5 000, le prix Su Buchin est actuellement financé par le CSIAM. 
  - 2019 : Giulia Di Nunno (en)
  - 2015 : Li Tatsien